# Ehrennadel des Friedensrates der DDR
Die Ehrenmedaille des Friedensrates der DDR war eine nichtstaatliche Auszeichnung  des Friedensrates der DDR (DFR) der Deutschen Demokratischen Republik (DDR), welche bis 1963 verliehen wurde. Ihre Verleihung erfolgte für langjährige aktive Mitarbeit in der Friedensbewegung.

## Aussehen und Trageweise
Die Anstecknadel ist rund, hat einen Durchmesser von 16 mm, später dann 15 mm und ist aus vergoldetem Silber gefertigt. Sie zeigt mittig eine fliegende Friedenstaube und darunter ein vertieftes Feld mit den erhaben geprägten Buchstaben DFR. An der Rückseite befand sich eine waagerecht verlötete Nadel. Getragen wurde die Anstecknadel am Rockaufschlag des Mantels oder Hemdes.